# Francisco Segarra Simón
Francisco Segarra Simón (Granollers, 27 de febrero de 1976) es un deportista español que compitió en natación adaptada. Ganó cuatro medallas en los Juegos Paralímpicos de Verano, en los años 1996 y 2000.

## Palmarés internacional
| Juegos Paralímpicos | Juegos Paralímpicos      | Juegos Paralímpicos | Juegos Paralímpicos      |
| Año                 | Lugar                    | Medalla             | Prueba                   |
| ------------------- | ------------------------ | ------------------- | ------------------------ |
| 1996                | Atlanta (Estados Unidos) | Medalla de plata    | 100 m espalda B2         |
| 1996                | Atlanta (Estados Unidos) | Medalla de plata    | 400 m libre B2           |
| 2000                | Sídney (Australia)       | Medalla de bronce   | 100 m espalda S12        |
| 2000                | Sídney (Australia)       | Medalla de bronce   | 4 × 100 m estilos S11-13 |